# 1278
1278 (MCCLXXVIII) var ett normalår som började en lördag i den julianska kalendern.

## Händelser

### September
- 8 september – Andorras paréagekontrakt undertecknas.[1], och definierar landet politiskt fram till 1993.

### Okänt datum
- Freden i Laholm, mellan Sverige och Danmark, undertecknas i början av året. Magnus Ladulås skuld till den danske kungen Erik Klipping nedsätts från 6.000 till 4.000 mark silver.
- Ett uppror mot Magnus, Tredje folkungaupproret, utbryter på initiativ av hans bror Valdemar, eftersom Magnus har fört utlänningar till landet. Upprorsmakarna tillfångatar Magnus svärfar, greve Gerhard I av Holstein, och belägrar Jönköpings borg.
- Kung Magnus pantsätter borgen i Lödöse vid Göta älv till den danske kungen.
- Kaniken i Linköping, Brynolf Algotsson, blir biskop i Skara. Han har mångåriga studier i Paris bakom sig och kommer att bli det medeltida Skarastiftets mest betydelsefulle man.
- Rudolf av Habsburg besegrar konung Ottokar av Böhmen på Marchfältet (mellan Dürnkrut och Jedenspengen).
- Parisparlamentet får en fast organisation.

## Födda
- Rita av Armenien, bysantinsk kejsarinna.

## Avlidna
- Ottokar II, kung av Böhmen från 1253.
- Ly Chieu Hoang, regerande kejsarinna av Vietnam.

### Fotnoter
1. ↑  World Statesmen